# Dvärgtodityrann
Dvärgtodityrann (Hemitriccus minimus) är en fågel i familjen tyranner inom ordningen tättingar.

## Utseende och läte
Dvärgtodityrannen är en mycket liten tyrann gula ögon och kång och tunn näbb. Ovansidan är olivbrun och undersidan olivbeige med diffus streckning. På vingarna syns två tydliga vingband. Arten liknar mindre todityrann, men har tydligare vingband och mycket avvikande sång, en ringande drill: "trieeee".

## Utbredning och systematik
Fågeln förekommer från östra Amazonområdet i Brasilien till nordöstra Bolivia (norra Beni och nordöstra Santa Cruz). Den behandlas som monotypisk, det vill säga att den inte delas in i några underarter.

### Familjetillhörighet
Arten placeras traditionellt i familjen tyranner. DNA-studier visar dock att Tyrannidae består av fem klader som skildes åt redan under oligocen, pekar på att de skildes åt redan under oligocen, varför vissa auktoriteter behandlar dem som egna familjer. Dvärgtodityrann med släktingar placeras då i Pipromorphidae.

## Levnadssätt
Dvärgtodityrannen hittas mestadels i skogar på magra jordar, som vitsand.

## Status och hot
Arten har ett stort utbredningsområde, men tros minska i antal, dock inte tillräckligt kraftigt för att den ska betraktas som hotad. Internationella naturvårdsunionen IUCN listar arten som livskraftig (LC).